# Newport Pagnell
Newport Pagnell – miasto w Anglii, w hrabstwie ceremonialnym Buckinghamshire, w dystrykcie (unitary authority) Milton Keynes. Leży 77 km na północny zachód od centrum Londynu. W 2001 miasto liczyło 15 020 mieszkańców.
W mieście była stacja kolejowa Newport Pagnell.